# Sadio Mané
Sadio Mané (ur. 10 kwietnia 1992 w Sédhiou) – senegalski piłkarz, występujący na pozycji napastnika w saudyjskim klubie Al-Nassr oraz w reprezentacji Senegalu. Złoty medalista Pucharu Narodów Afryki 2021. Srebrny medalista Pucharu Narodów Afryki 2019. Uczestnik Letnich Igrzysk Olimpijskich 2012, Mistrzostw Świata 2018, Pucharu Narodów Afryki 2015, 2017, 2019 i 2021. Zdobywca Ligi Mistrzów UEFA z Liverpoolem w sezonie 2018/2019. Król strzelców Premier League w sezonie 2018/2019 (22 gole).

## Kariera klubowa

### FC Metz
Mané zadebiutował w FC Metz 14 stycznia 2012. Podczas pierwszego sezonu ligowego wystąpił w 19 spotkaniach i zdobył jedną bramkę w przegranym 2:5 meczu z Guingamp. Pod koniec sezonu Metz zostało zdegradowane do Championnat National.

### Red Bull Salzburg
31 sierpnia 2012 Mané podpisał kontrakt z austriackim Red Bull Salzburg. Kwota transferu prawdopodobnie wyniosła 4 mln euro. 31 października zdobył pierwszego hat-tricka w karierze w trzeciej rundzie Pucharu Austrii. 27 października 2013 zanotował pierwszego hat-tricka w karierze w ligowym meczu. 7 maja 2014 ponownie udało mu się zdobyć trzy bramki w spotkaniu Pucharu Austrii z SV Horn wygranym 7:0. Sezon zakończył ze zdobyciem mistrzostwa kraju, a także triumfem w krajowym pucharze.

### Southampton
Na początku września 2014 podpisał kontrakt z angielskim Southampton. Podpisał czteroletni kontrakt i kosztował 11,8 mln funtów. Zadebiutował 23 września w zwycięskim spotkaniu z Arsenalem w Pucharze Ligi Angielskiej. Ligowy debiut miał miejsce w meczu z Queens Park Rangers. Swoją pierwszą ligową bramkę dla Świętych zdobył w meczu ze Stoke City. 16 maja 2015 zdobył najszybszego hat-tricka w historii Premier League. Zajęło mu to 2 minuty i 56 sekund w starciu z Aston Villą (6:1). Pobił tym samym rekord Robbiego Fowlera, któremu zajęło to 4 minuty i 33 sekundy. Mané zdobył 10 bramek w 33 spotkaniach we wszystkich rozgrywkach. 12 marca 2016 dostał pierwszą czerwoną kartkę podczas meczu ligowego ze Stoke.

### Liverpool
28 czerwca 2016 Mané przeszedł do Liverpoolu, z którym podpisał pięcioletnią umowę. Kwotę transferu oszacowano na 34 mln funtów. Został tym samym drugim pod względem ceny nabytkiem w historii klubu (więcej, bo 35 mln kosztował tylko Andy Carroll). W swoim debiucie w barwach „the Reds” zdobył jedną bramkę w wygranym 4:3 wyjazdowym spotkaniu z Arsenalem. A w sezonie 2018/2019 wygrał z Liverpoolem ligę mistrzów.

### Bayern Monachium

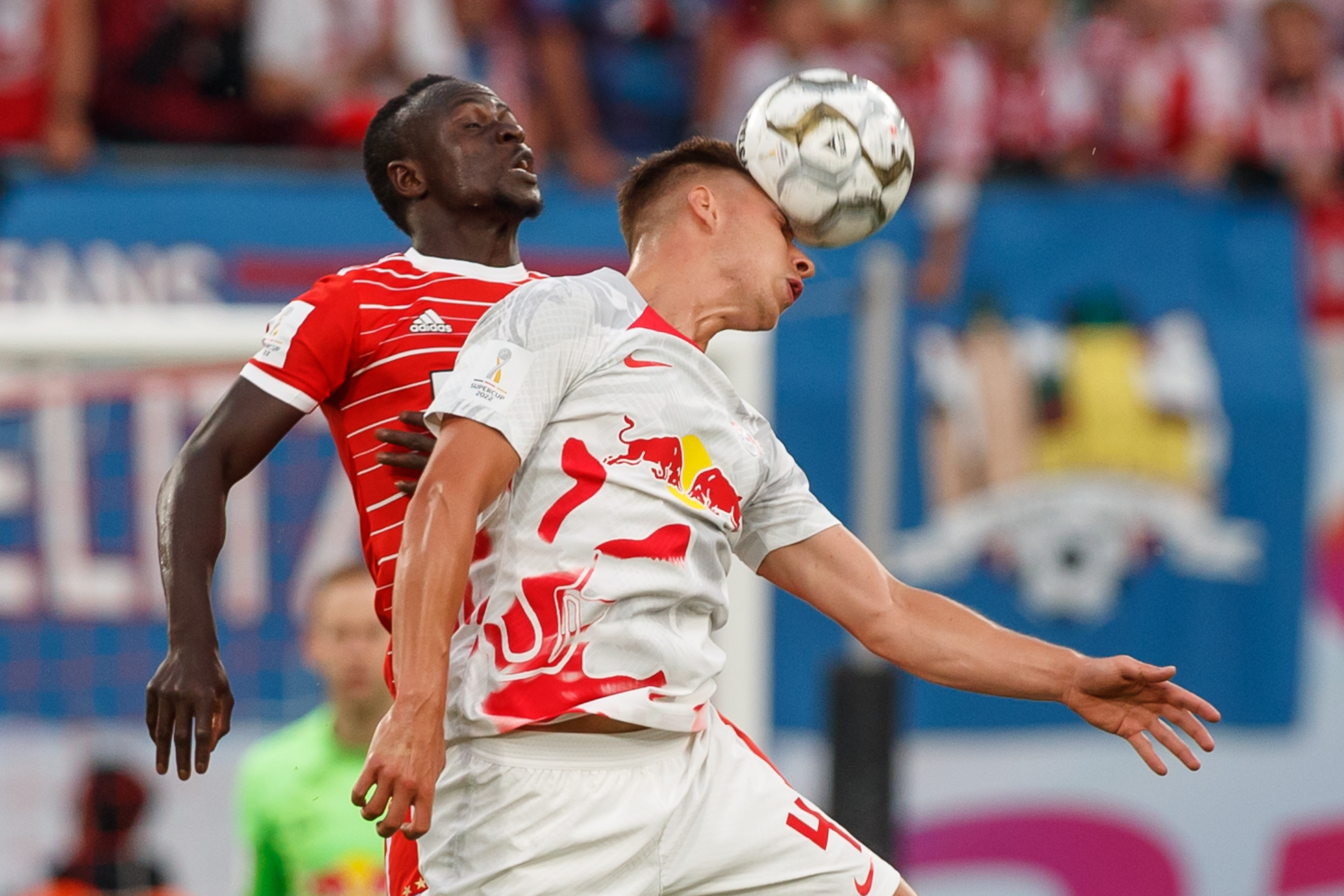
Sadio Mané w walce o piłkę podczas meczu z RB Leipzig o Superpuchar Niemiec 2022

22 czerwca 2022 Mané przeszedł do Bayernu Monachium za około 32 mln euro. Związał się z klubem do 30 czerwca 2025.
30 lipca 2022 w swoim oficjalnym debiucie zdobył swoją pierwszą bramkę w barwach Bayernu, w wygranym meczu z RB Leipzig (5:3) o Superpuchar Niemiec 2022. 5 sierpnia 2022 zadebiutował w 1. kolejce Bundesligi 2022/2023 gdzie zdobył swojego pierwszego gola w wygranym meczu z Eintrachtem Frankfurt (6:1). 21 sierpnia 2022 w 3. kolejce Bundesligi w meczu przeciwko VfL Bochum ustrzelił dublet a mecz zakończył się zwycięstwem Bayernu (7:0).

## Kariera reprezentacyjna
W reprezentacji Senegalu zadebiutował w 2012. Na Pucharze Narodów Afryki w 2015 zagrał w dwóch ostatnich meczach fazy grupowej z RPA i Algierią.
Wystąpił na Mistrzostwach Świata w Rosji, strzelając bramkę w meczu z Japonią i asystując przy golu samobójczym Thiago Cionka w meczu z Polską.

## Statystyki

### Klubowe
(aktualne na 27 lipca 2025)
| 2011/12            | FC Metz II         | CFA                   | 12  | 2   | 0  | 0  | 0 | 0 | –   | –  | – | – | 31  | 3   |
| 2011/12            | FC Metz            | Ligue 2               | 19  | 1   | 0  | 0  | 0 | 0 | –   | –  | – | – | 31  | 3   |
| 2012/13            | FC Metz            | Championnat National  | 3   | 1   | 0  | 0  | 1 | 0 | –   | –  | – | – | 4   | 1   |
| 2012/13            | Red Bull Salzburg  | Bundesliga austriacka | 26  | 16  | 3  | 3  | – | – | 0   | 0  | – | – | 29  | 19  |
| 2013/14            | Red Bull Salzburg  | Bundesliga austriacka | 33  | 13  | 4  | 5  | – | – | 13  | 5  | – | – | 50  | 23  |
| 2014/15            | Red Bull Salzburg  | Bundesliga austriacka | 4   | 2   | 1  | 1  | – | – | 3   | 0  | – | – | 8   | 3   |
| 2014/15            | Southampton        | Premier League        | 30  | 10  | 0  | 0  | 2 | 0 | –   | –  | – | – | 32  | 10  |
| 2015/16            | Southampton        | Premier League        | 37  | 11  | 1  | 0  | 2 | 3 | 3   | 1  | – | – | 43  | 15  |
| 2016/17            | Liverpool          | Premier League        | 27  | 13  | 0  | 0  | 2 | 0 | –   | –  | – | – | 29  | 13  |
| 2017/18            | Liverpool          | Premier League        | 29  | 10  | 2  | 0  | 0 | 0 | 13  | 10 | – | – | 44  | 20  |
| 2018/19            | Liverpool          | Premier League        | 36  | 22  | 0  | 0  | 1 | 0 | 13  | 4  | – | – | 50  | 26  |
| 2019/20            | Liverpool          | Premier League        | 35  | 18  | 1  | 0  | 0 | 0 | 8   | 2  | 3 | 2 | 47  | 22  |
| 2020/21            | Liverpool          | Premier League        | 35  | 11  | 2  | 2  | 0 | 0 | 10  | 3  | 1 | 0 | 38  | 16  |
| 2021/22            | Liverpool          | Premier League        | 34  | 16  | 3  | 2  | 1 | 0 | 13  | 5  | – | – | 51  | 23  |
| 2022/23            | Bayern Monachium   | Bundesliga niemiecka  | 16  | 6   | 2  | 1  | – | – | 6   | 3  | 1 | 1 | 25  | 11  |
| 2023/24            | Al-Nassr           | Saudi Pro League      | 32  | 13  | 5  | 4  | – | – | 8   | 1  | 1 | 1 | 46  | 19  |
| 2024/25            | Al-Nassr           | Saudi Pro League      | 32  | 14  | 2  | 1  | – | – | 11  | 3  | 2 | 0 | 47  | 18  |
| Łącznie w karierze | Łącznie w karierze | Łącznie w karierze    | 440 | 179 | 26 | 19 | 9 | 3 | 101 | 37 | 8 | 4 | 584 | 242 |

### Reprezentacyjne
(aktualne na 27 lipca 2025)
| Reprezentacja | Rok     | Występy | Gole |
| ------------- | ------- | ------- | ---- |
| Senegal       | 2012    | 5       | 1    |
| Senegal       | 2013    | 6       | 1    |
| Senegal       | 2014    | 8       | 3    |
| Senegal       | 2015    | 9       | 3    |
| Senegal       | 2016    | 7       | 1    |
| Senegal       | 2017    | 10      | 4    |
| Senegal       | 2018    | 9       | 1    |
| Senegal       | 2019    | 11      | 4    |
| Senegal       | 2020    | 2       | 2    |
| Senegal       | 2021    | 9       | 5    |
| Senegal       | 2022    | 13      | 8    |
| Senegal       | 2023    | 8       | 6    |
| Senegal       | 2024    | 12      | 6    |
| Senegal       | 2025    | 2       | 0    |
| Ogólnie       | Ogólnie | 111     | 45   |

## Sukcesy

### Red Bull Salzburg
- Mistrzostwo Austrii: 2013/2014
- Puchar Austrii: 2013/2014

### Liverpool
- Mistrzostwo Anglii: 2019/2020
- Puchar Anglii: 2021/2022
- Liga Mistrzów UEFA: 2018/2019
- Superpuchar Europy UEFA: 2019
- Klubowe mistrzostwo świata: 2019

### Bayern Monachium
- Superpuchar Niemiec: 2022
- Mistrzostwo Niemiec: 2022/2023

### Al-Nassr
- Arabski Puchar Mistrzów Klubowych: 2023

### Senegal
Puchar Narodów Afryki
- Mistrzostwo: 2021
- Wicemistrzostwo: 2019

### Indywidualne
- Król strzelców Premier League: 2018/2019 (22 gole)[c]

### Wyróżnienia
- Złota Piłka „France Football” (2. miejsce): 2022
- Afrykański Piłkarz Roku: 2019, 2022[19]
- Drużyna roku CAF: 2015, 2016, 2018, 2019
- Gracz sezonu w Liverpool: 2016/2017
- Gracz sezonu w Liverpool według kibiców: 2016/2017
- Drużyna roku w Anglii (PFA): 2016/2017, 2018/2019
- Drużyna sezonu Ligi Mistrzów UEFA: 2018/2019
- Najlepszy gracz według Onze Mondial: 2018/2019
- Drużyna turnieju Pucharu Narodów Afryki: 2019
- Drużyna roku według IFFHS: 2019
- Drużyna dekady CAF według IFFHS: 2011–2020
- Drużyna Roku UEFA: 2019
- Nagroda Sócratesa: 2022

### Rekordy
- Najskuteczniejszy zawodnik w historii reprezentacji Senegalu: 34 gole